# Toxonprucha terminalis
Toxonprucha terminalis là một loài bướm đêm trong họ Erebidae.